# Elise Daoust
Elise Daoust (2 novembre 1983) è una schermitrice canadese.

## Palmarès
In carriera ha conseguito i seguenti risultati:
- Giochi Panamericani:

Rio de Janeiro 2007: argento nel fioretto a squadre.